# Museu da Revolução Francesa
O Museu da Revolução Francesa (em francês:  Musée de la Révolution française) está localizado em Vizille perto de Grenoble, desde sua criação em 1983.

## História
Está alojado no castelo de Vizille que recebeu em 21 de julho de 1788 o encontro dos Estados Gerais da província de Delfinado, dez meses antes do de 1789 em Versalhes.
Apresenta pinturas, esculturas, armas e instrumentos musicais do século XVIII. Também possui o centro de documentação Albert-Soboul especializado nos arquivos do século XVIII. O castelo foi a residência de férias dos presidentes da República Francesa até 1973.
Em 2017, o museu recebeu 70.000 visitantes.

## Galeria

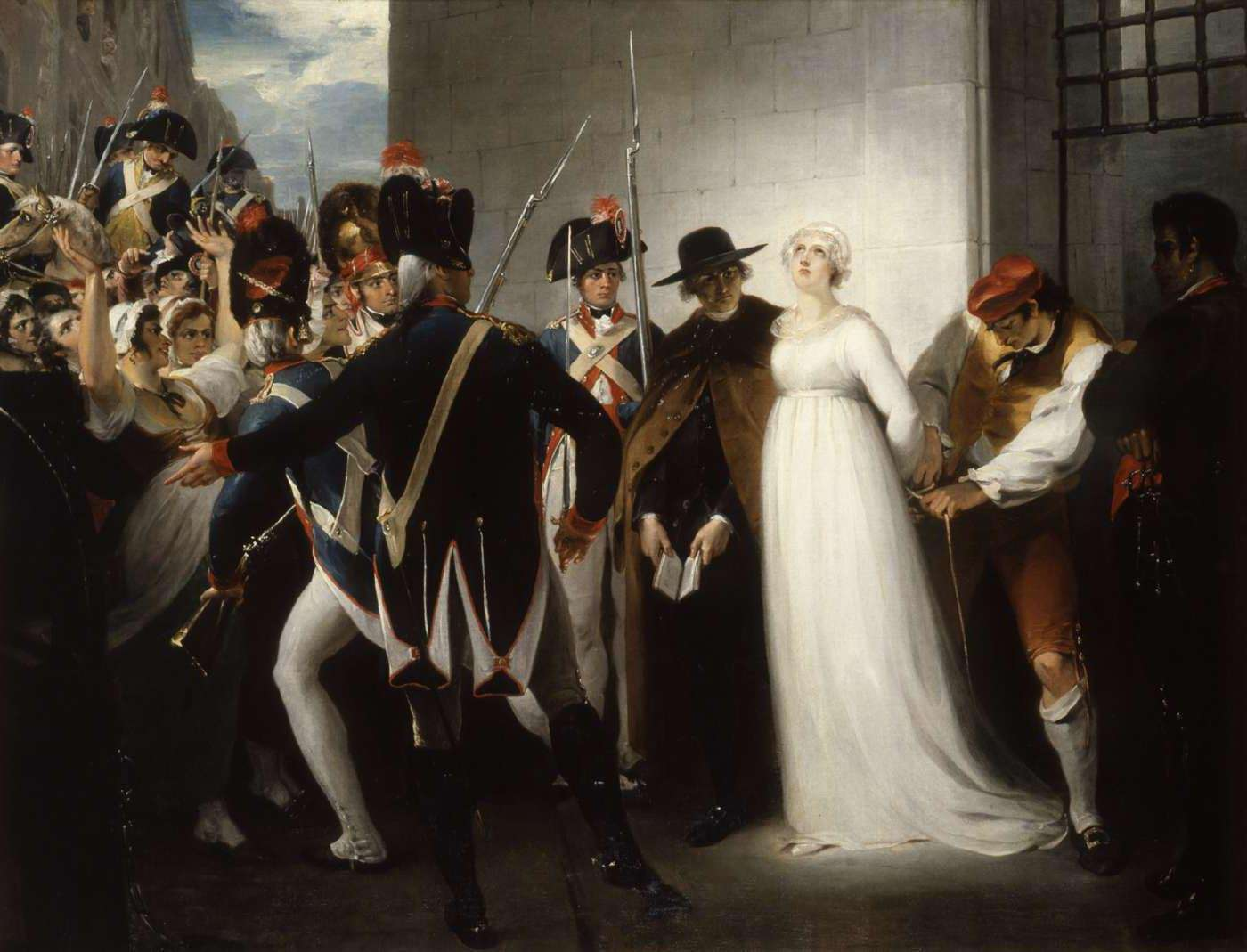
Maria Antonieta antes de sua execução
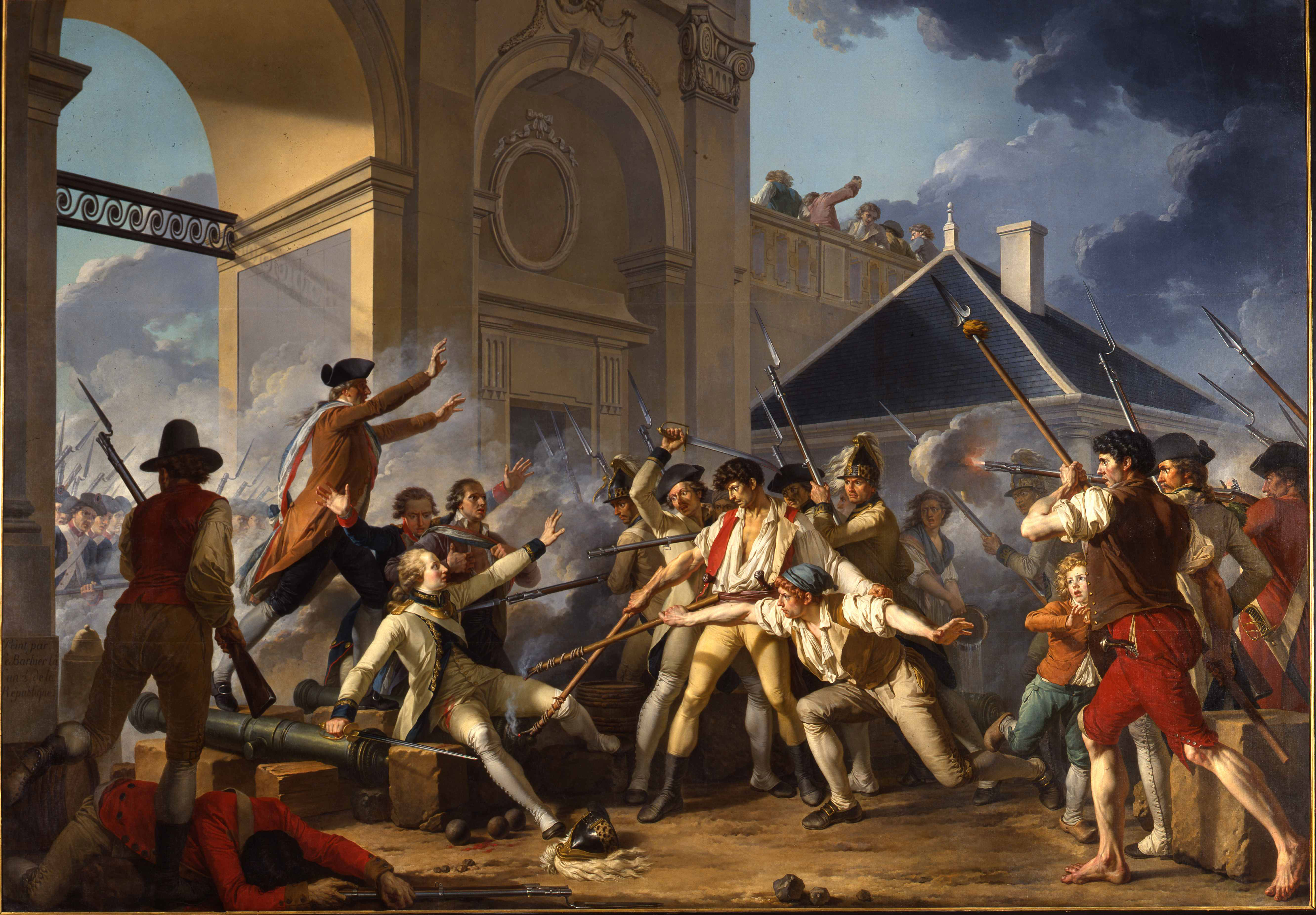
A coragem heróica dos jovens Desilles, 31 de agosto de 1790
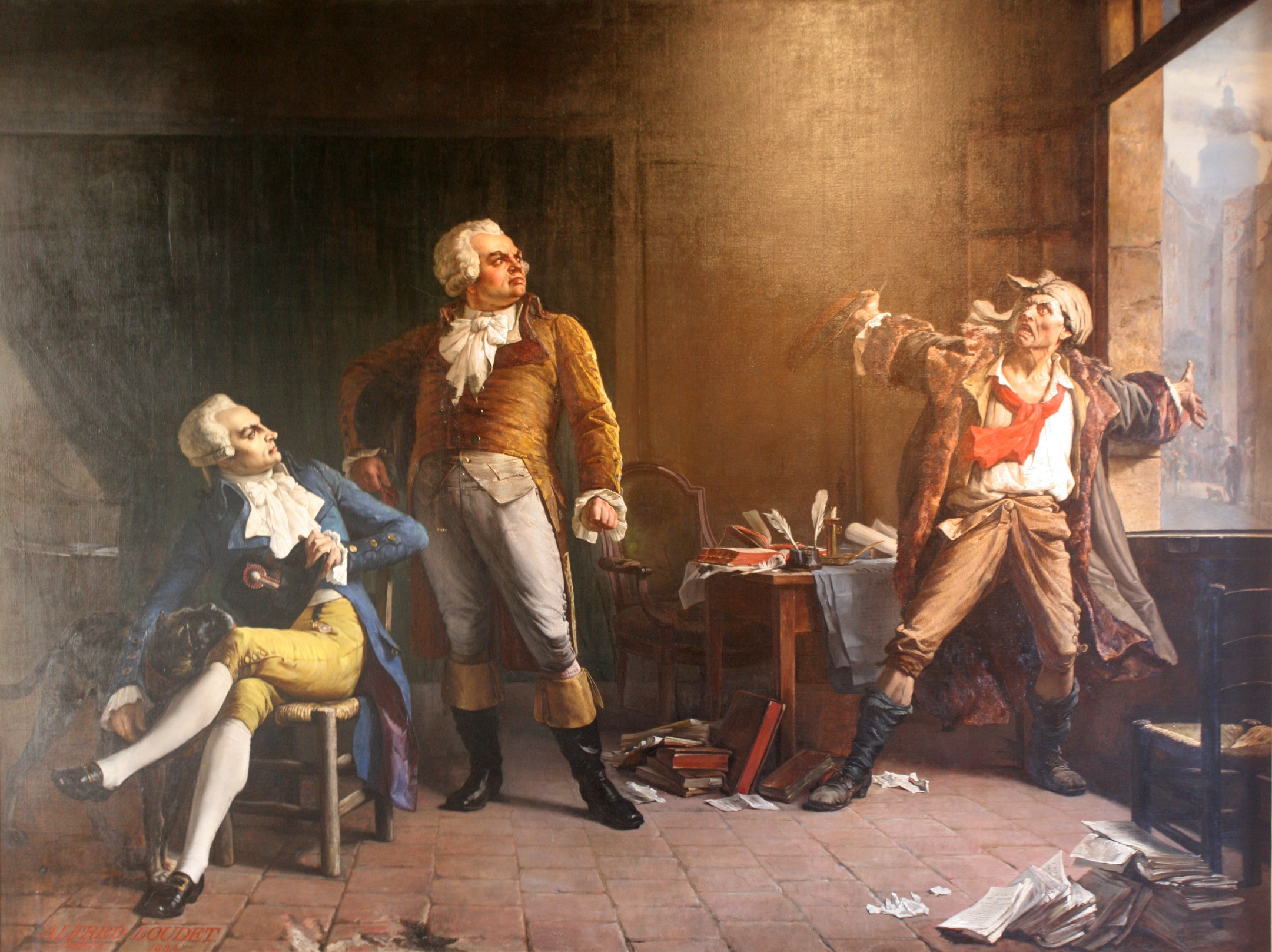
Marat (1882)
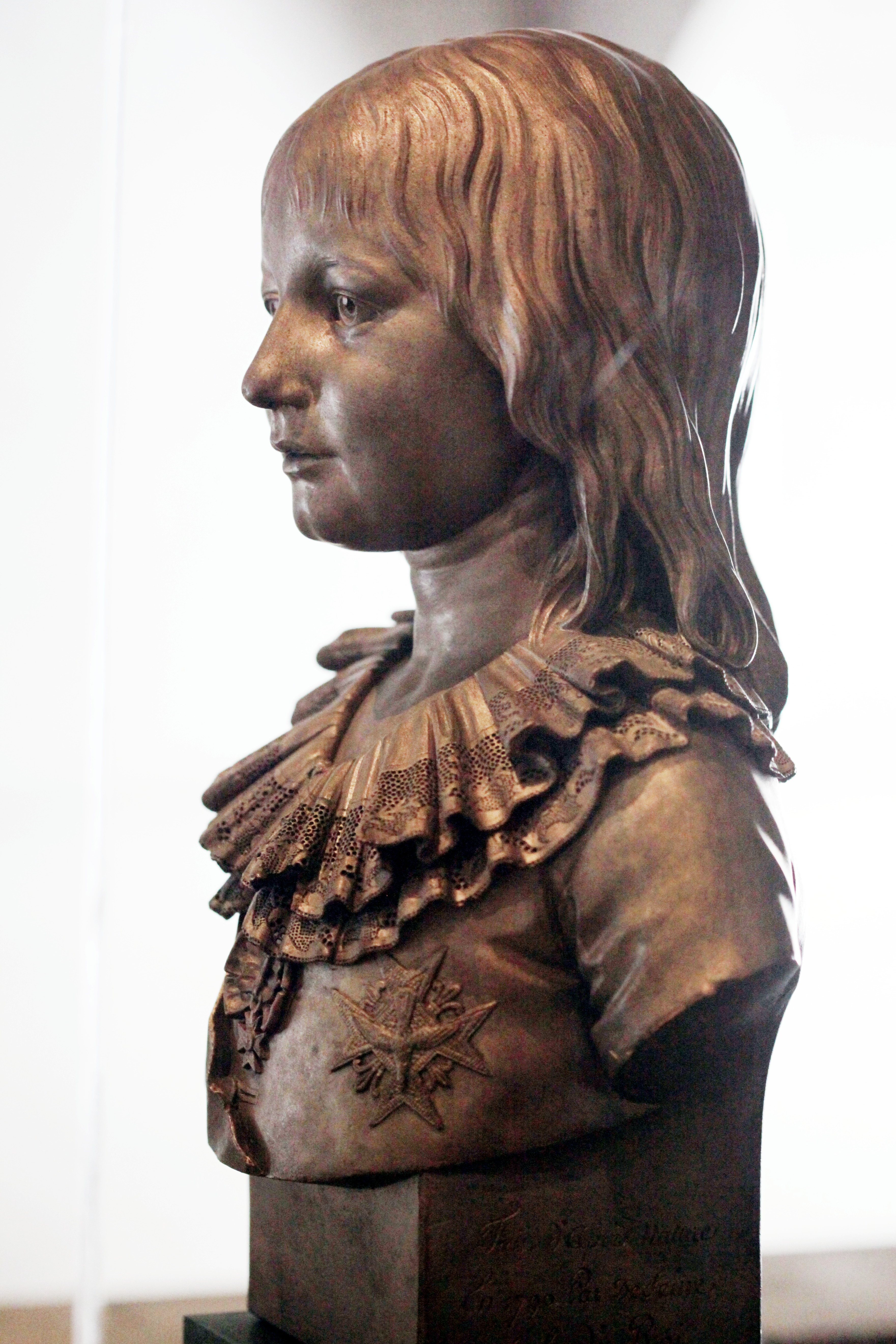
Busto de Luís Carlos, Delfim da França (1789-1790)
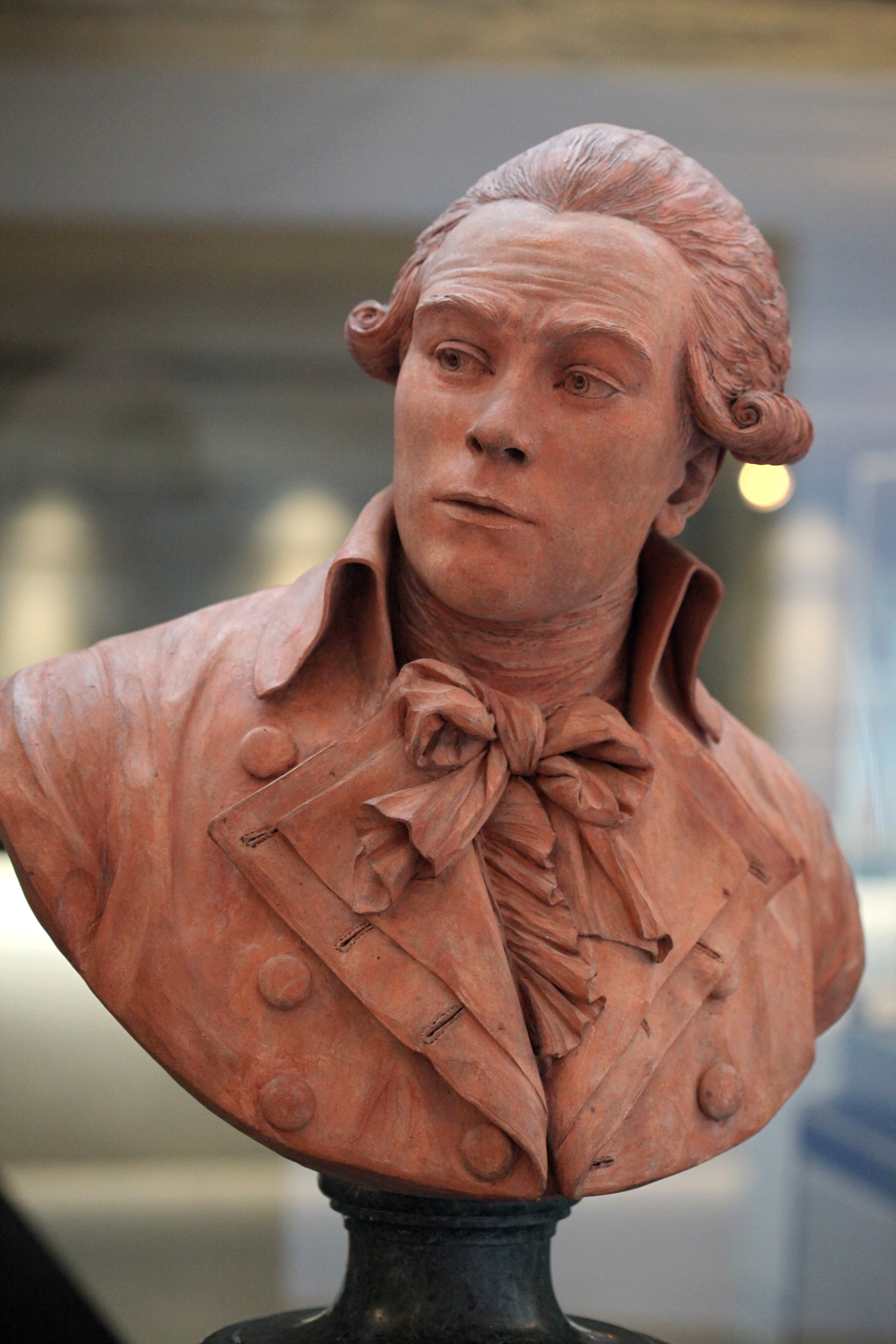
Busto de Maximilien de Robespierre
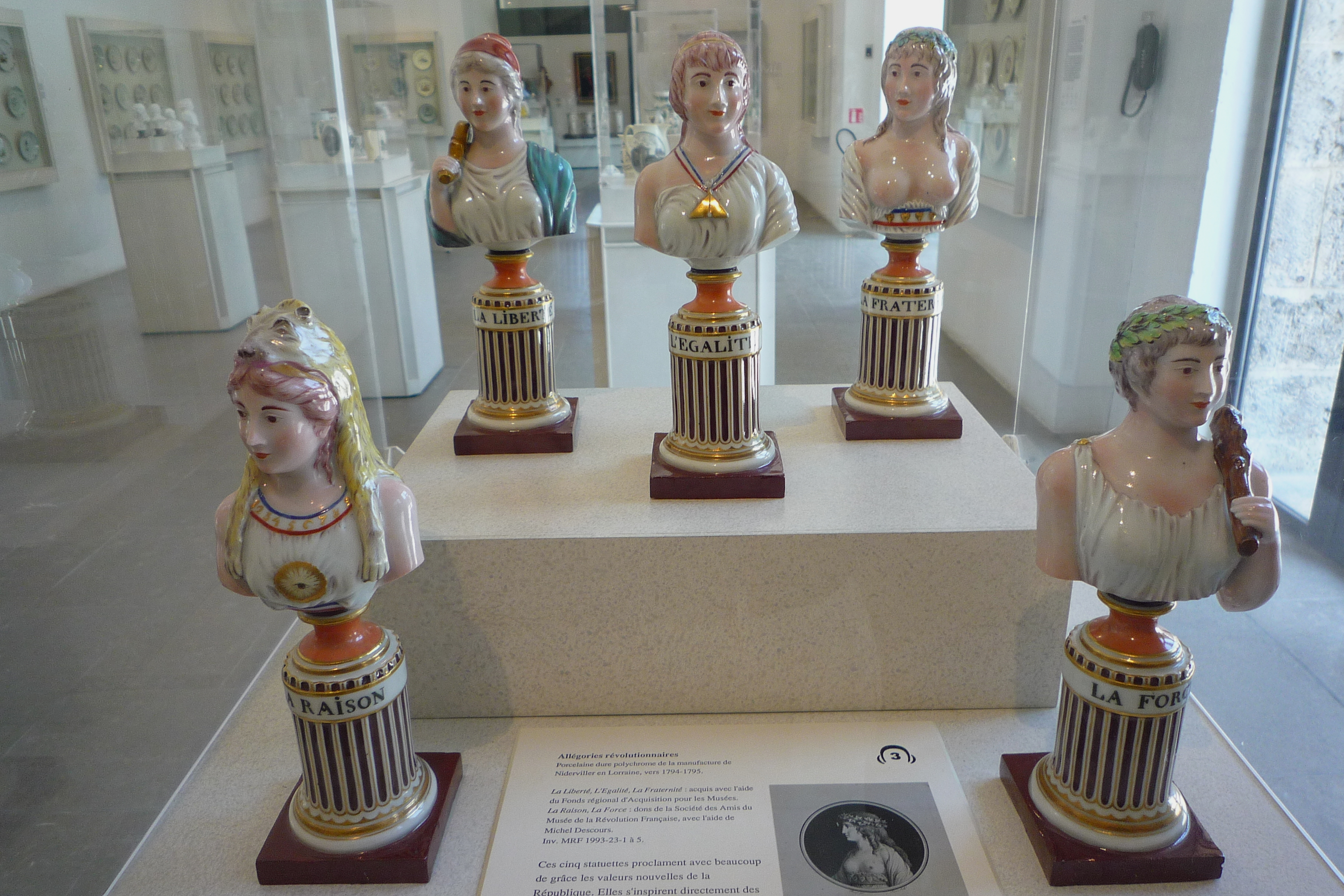
Estatuetas revolucionárias